# Блумфілд (Кентуккі)
Блумфілд (англ. Bloomfield) — місто (англ. city) в США, в окрузі Нелсон штату Кентуккі. Населення — 961 особа (2020).

## Географія
Блумфілд розташований за координатами 37°54′32″ пн. ш. 85°18′32″ зх. д. / 37.90889° пн. ш. 85.30889° зх. д. (37.908924, -85.308906).  За даними Бюро перепису населення США в 2010 році місто мало площу 3,41 км², з яких 3,35 км² — суходіл та 0,06 км² — водойми. В 2017 році площа становила 3,79 км², з яких 3,73 км² — суходіл та 0,06 км² — водойми.

## Демографія
Згідно з переписом 2010 року, у місті мешкало 838 осіб у 334 домогосподарствах у складі 230 родин. Густота населення становила 246 осіб/км².  Було 384 помешкання (113/км²).
Расовий склад населення:
| - 89,3 % — білих - 8,6 % — чорних або афроамериканців - 0,5 % — азіатів |

До двох чи більше рас належало 1,0 %. Частка іспаномовних становила 2,0 % від усіх жителів.
За віковим діапазоном населення розподілялося таким чином: 27,2 % — особи молодші 18 років, 56,2 % — особи у віці 18—64 років, 16,6 % — особи у віці 65 років та старші. Медіана віку мешканця становила 38,5 року. На 100 осіб жіночої статі у місті припадало 97,6 чоловіків;  на 100 жінок у віці від 18 років та старших — 84,8 чоловіків також старших 18 років.
Середній дохід на одне домашнє господарство  становив 57 676 доларів США (медіана — 37 917), а середній дохід на одну сім'ю — 65 646 доларів (медіана — 45 000). Медіана доходів становила 37 153 долари для чоловіків та 29 236 доларів для жінок. За межею бідності перебувало 11,7 % осіб, у тому числі 17,7 % дітей у віці до 18 років та 7,8 % осіб у віці 65 років та старших.
Цивільне працевлаштоване населення становило 468 осіб. Основні галузі зайнятості: виробництво — 27,8 %, освіта, охорона здоров'я та соціальна допомога — 20,3 %, роздрібна торгівля — 12,4 %, мистецтво, розваги та відпочинок — 7,5 %.